# Gaurotes tibetana
Gaurotes tibetana là một loài bọ cánh cứng trong họ Cerambycidae.